# Plevnahöjden
Plevnahöjden är en skogsås vid Malmahed i Malmköping, vilken fått sitt namn efter orten Plevna i Bulgarien, där man under rysk-turkiska kriget 1877–1878 byggde en ny typ av skyttegravar. 
I slutet av 1870-talet pågick krig på Balkan mellan Ryssland och Turkiet. Mellan 1877 och 1878 belägrades den bulgariska staden Plevna. Vid belägringen byggdes för första gången ett avancerat system av skyttegravar. Det här nya stridssättet blev berömt och kallades ”modell Plevna”. När de svenska trupperna vid Södermanlands regemente skulle öva stormning och försvar byggdes skyttegravar av ”modell Plevna” upp på åsen intill Malma hed. Skyttegravarna i Malmköping kan man fortfarande se som diken och vallar runt om på åsen som idag kallas Plevnahöjden.